# Russula nana
Russula nana é um fungo que pertence ao gênero de cogumelos Russula na ordem Russulales. Foi descrita inicialmente como uma variedade de Russula emetica em 1905. Mais tarde, em 1936, lhe foi concedido o status de espécie por Killermann. O cogumelo pode ser encontrado na Europa.